# Richard al III-lea se interzice
Richard al III-lea se interzice sau Scene din viata lui Meyerhold este o piesă de Matei Vișniec.
Acest spectacol s-a jucat pentru prima dată în data de 8 decembrie 2005 la Teatrul "G.A. Petculescu" din Reșița, regia fiind semnată de Michel Vivier, personajul principal fiind interpretat de actorul Alexandru Repan. Spectacolul va reprezenta premiera mondială a acestui text. 
Ulterior spectacolul a fost montat și la Teatrul "L.S. Bulandra" din București în regia Cătălinei Buzoianu, 2006.
In 2015 este montat la Teatrul Național din Cluj, în regia lui Răzvan Mureșan. 

## Personaje
Personajele și actorii premierei de la Teatrul Bulandra:
- Meyerhold - Virgil Ogășanu
- Sufleur - Anca Sigartău
- Tania - Valeria Ogășanu
- Generalisimul / Gardianul Șef - Doru Ana
- Richard / Copilul - Radu Amzulescu
- Președintele comisiei - Valentin Popescu
- Mama / Femeia Comisar - Luminița Gheorghiu și Coca Bloos
- Tatăl / Bărbat 3 - Petre Lupu
- Ivan / Buckingham / Bărbat 2 - Alin Olteanu și Cătălin Babliuc
- Richmond / Piotr / Bărbat 1  - Mihai Bisericanu
- Fantome - Raluca Botez și Lorette Enache
- Anton / Clarence - Ștefan Ruxanda
- Lady Ann / Fantomă - Mihaela Zamfirescu și Alexandra Ioniță